# Raincheval
Raincheval est une commune française située dans le département de la Somme, en région Hauts-de-France.

## Géographie

### Localisation
Raincheval est un petit village rural picard verdoyant niché au fond d'une vallée, situé à 25 km au nord d'Amiens, en limite du Pas-de-Calais, à proximité de l'ancienne voie romaine dite « Chaussée Brunehaut » reliant Amiens à Arras via Pas-en-Artois.

### Hydrographie
La commune est située dans le bassin Artois-Picardie. Elle n'est drainée par aucun cours d'eau.

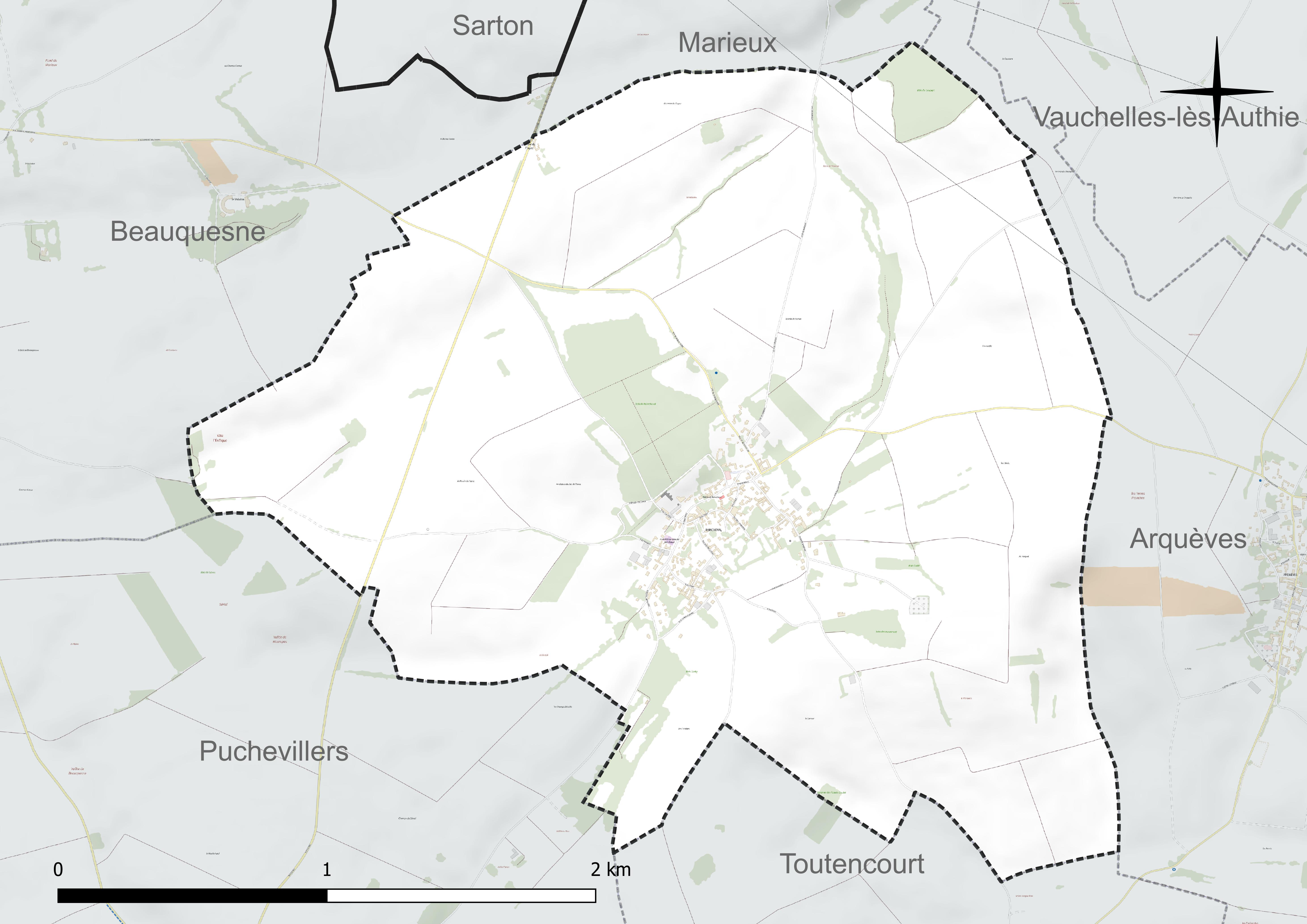
Réseau hydrographique de Raincheval.

### Climat
Pour des articles plus généraux, voir Climat des Hauts-de-France et Climat de la Somme.
En 2010, le climat de la commune est de type climat des marges montargnardes, selon une étude du CNRS s'appuyant sur une série de données couvrant la période 1971-2000. En 2020, Météo-France publie une typologie des climats de la France métropolitaine dans laquelle la commune est exposée à un climat océanique et est dans la région climatique Nord-est du bassin Parisien, caractérisée par un ensoleillement médiocre, une pluviométrie moyenne régulièrement répartie au cours de l'année et un hiver froid (3 °C).
Pour la période 1971-2000, la température annuelle moyenne est de 10 °C, avec une amplitude thermique annuelle de 14,1 °C. Le cumul annuel moyen de précipitations est de 814 mm, avec 12,9 jours de précipitations en janvier et 9 jours en juillet. Pour la période 1991-2020, la température moyenne annuelle observée sur la station météorologique la plus proche, située sur la commune de Saulty à 17 km à vol d'oiseau, est de 10,4 °C et le cumul annuel moyen de précipitations est de 899,7 mm,. Pour l'avenir, les paramètres climatiques de la commune estimés pour 2050 selon différents scénarios d'émission de gaz à effet de serre sont consultables sur un site dédié publié par Météo-France en novembre 2022.

## Urbanisme

### Typologie
Au 1er janvier 2024, Raincheval est catégorisée commune rurale à habitat dispersé, selon la nouvelle grille communale de densité à sept niveaux définie par l'Insee en 2022.
Elle est située hors unité urbaine. Par ailleurs la commune fait partie de l'aire d'attraction d'Amiens, dont elle est une commune de la couronne,. Cette aire, qui regroupe 369 communes, est catégorisée dans les aires de 200 000 à moins de 700 000 habitants,.

### Occupation des sols
L'occupation des sols de la commune, telle qu'elle ressort de la base de données européenne d'occupation biophysique des sols Corine Land Cover (CLC), est marquée par l'importance des territoires agricoles (92,4 % en 2018), une proportion identique à celle de 1990 (92,4 %). La répartition détaillée en 2018 est la suivante : 
terres arables (84,5 %), prairies (6,8 %), forêts (3,9 %), zones urbanisées (3,8 %), zones agricoles hétérogènes (1,1 %). L'évolution de l'occupation des sols de la commune et de ses infrastructures peut être observée sur les différentes représentations cartographiques du territoire : la carte de Cassini (XVIIIe siècle), la carte d'état-major (1820-1866) et les cartes ou photos aériennes de l'IGN pour la période actuelle (1950 à aujourd'hui).

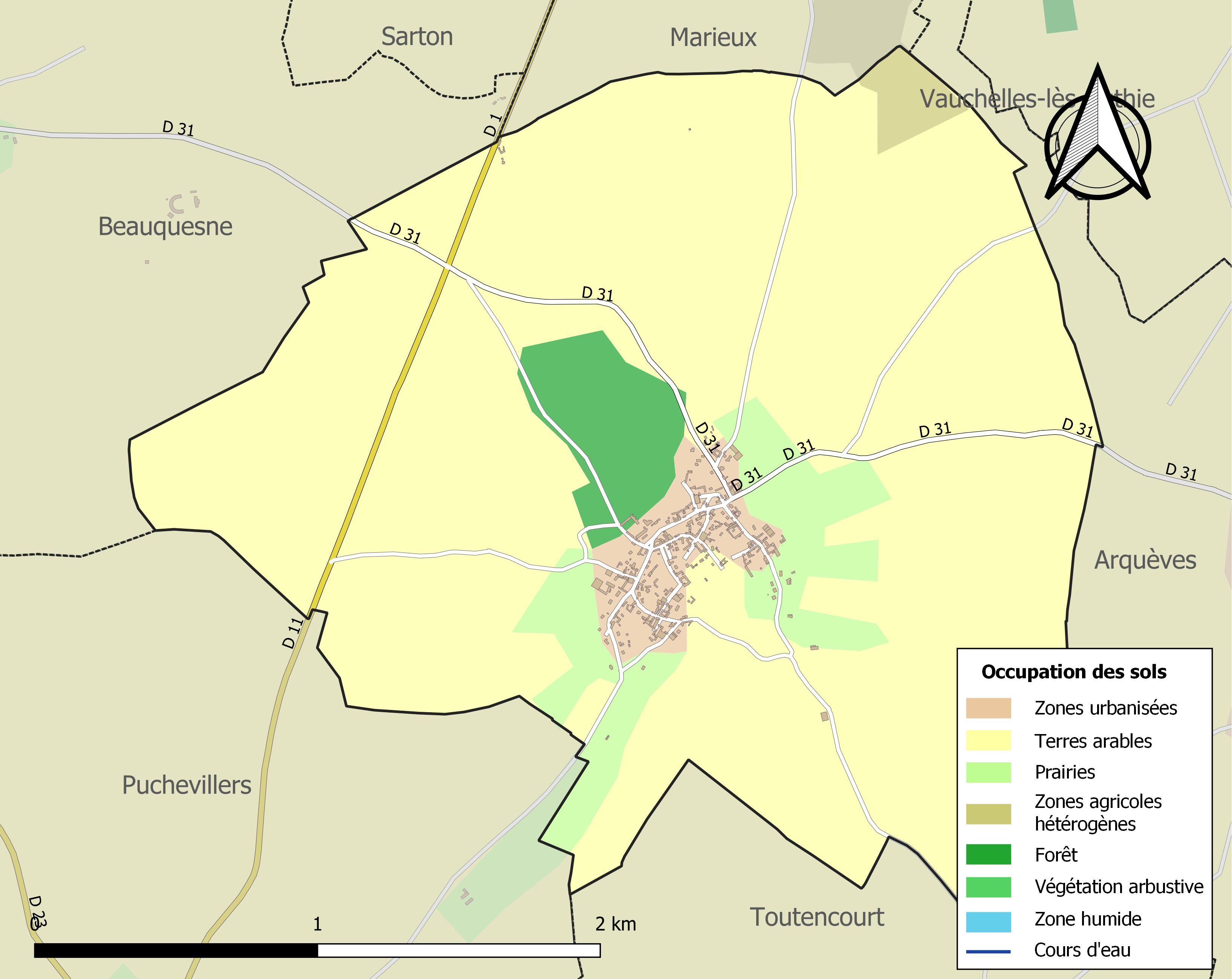
Carte des infrastructures et de l'occupation des sols de la commune en 2018 (CLC).

### Voies de communication et transports
La localité est desservie en 2019 par la ligne d'autocars no 23 (Doullens - Beauquesne - Amiens) du réseau Trans'80, Hauts-de-France, tous les jours sauf le dimanche et les jours fériés.

## Toponymie
La localité a été désignée comme Rencheval au XIIe siècle puis Renceval, Rainceval, Rainsiéval, Rainsceval, Raimscheval, Rincheval, Rinsseval, Rinseval, Reincheval, Rincheval et enfin son nom actuel de Raincheval.

## Histoire

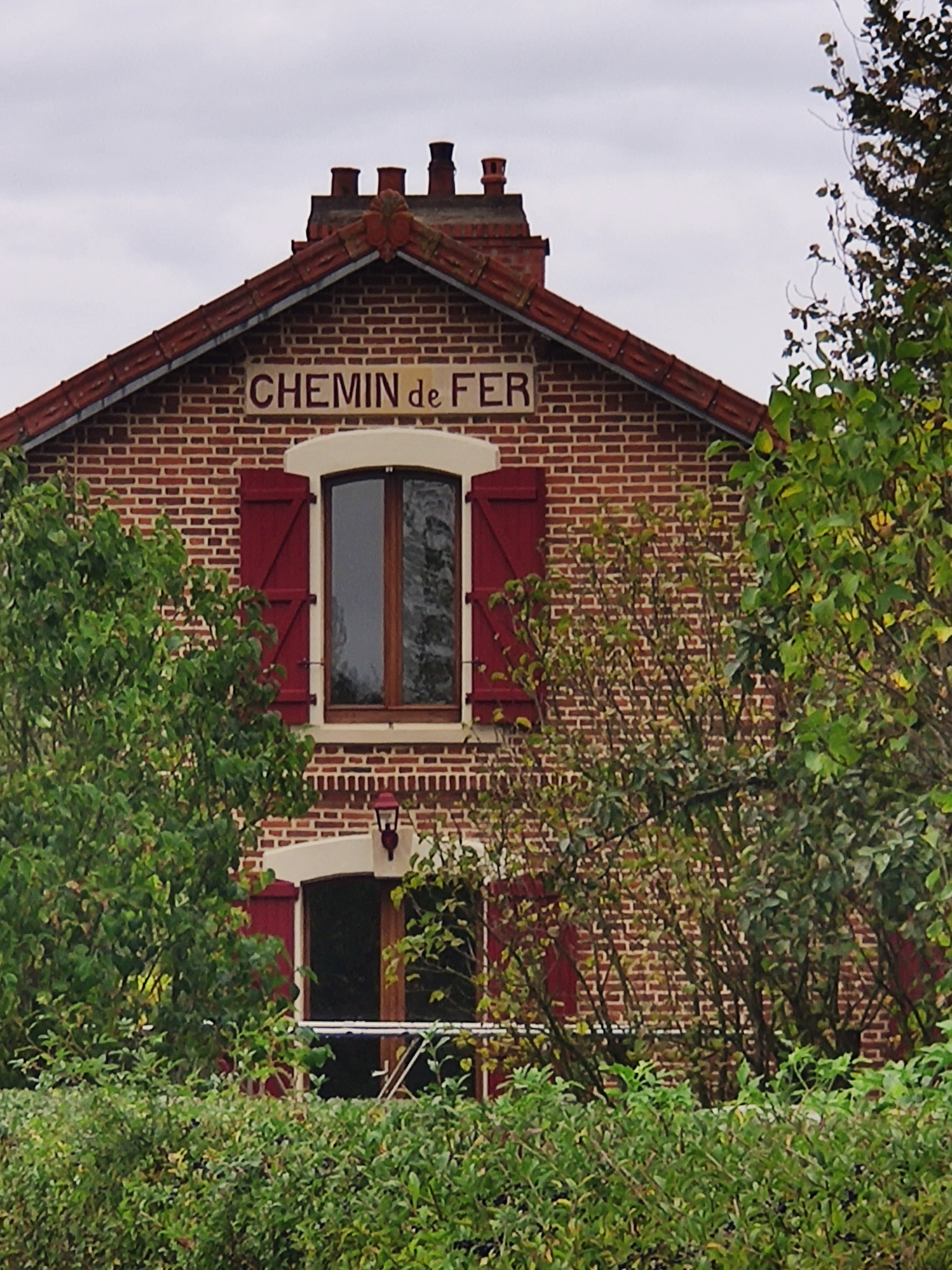
L'ancienne gare de Raincheval-Arquèves, située le long de la RD 11, à la limite du Pas-de-Calais, est devenue une habitation.

De 1885 à 1900 existe à Raincheval une râperie de betteraves à sucre, dépendant de la sucrerie d'Acheux-en-Amiénois de l'entreprise Normand et Cie.
La commune a été desservie de 1891 à 1949 par la ligne de chemin de fer secondaire à voie métrique d'Albert à Doullens des chemins de fer départementaux de la Somme.

## Politique et administration
Par arrêté préfectoral du 27 décembre 2016, la commune est détachée le 1er janvier 2017 de l'arrondissement d'Amiens pour intégrer l'arrondissement de Péronne.

### Intercommunalité
La commune est membre de la communauté de communes du Pays du Coquelicot, créée fin 2001 sous le nom de communauté de communes de la région d'Albert - Acheux en Amiénois et Bray-sur-Somme .

### Liste des maires
| Période                                  | Période                   | Identité            | Étiquette | Qualité                         |
| ---------------------------------------- | ------------------------- | ------------------- | --------- | ------------------------------- |
| Les données manquantes sont à compléter. |                           |                     |           |                                 |
| mars 2001                                | En cours (au 25 mai 2020) | Jean-Pierre Billoré |           | Réélu pour le mandat 2020-2026, |

### Politique environnementale
La commune participe depuis 2001 au concours des villes et villages fleuris. La qualité de son fleurissement a été reconnue par deux fleurs en 2017.

## Démographie
L'évolution du nombre d'habitants est connue à travers les recensements de la population effectués dans la commune depuis 1793. Pour les communes de moins de 10 000 habitants, une enquête de recensement portant sur toute la population est réalisée tous les cinq ans, les populations de référence des années intermédiaires étant quant à elles estimées par interpolation ou extrapolation. Pour la commune, le premier recensement exhaustif entrant dans le cadre du nouveau dispositif a été réalisé en 2004.

En 2022, la commune comptait 262 habitants, en évolution de −8,71 % par rapport à 2016 (Somme : −1,26 %, France hors Mayotte : +2,11 %).
| 1793 | 1800 | 1806 | 1821 | 1831 | 1836 | 1841 | 1846 | 1851 |
| ---- | ---- | ---- | ---- | ---- | ---- | ---- | ---- | ---- |
| 512  | 512  | 608  | 727  | 759  | 767  | 796  | 812  | 782  |

| 1856 | 1861 | 1866 | 1872 | 1876 | 1881 | 1886 | 1891 | 1896 |
| ---- | ---- | ---- | ---- | ---- | ---- | ---- | ---- | ---- |
| 809  | 867  | 861  | 753  | 725  | 646  | 652  | 640  | 590  |

| 1901 | 1906 | 1911 | 1921 | 1926 | 1931 | 1936 | 1946 | 1954 |
| ---- | ---- | ---- | ---- | ---- | ---- | ---- | ---- | ---- |
| 581  | 539  | 479  | 455  | 404  | 384  | 358  | 321  | 283  |

| 1962 | 1968 | 1975 | 1982 | 1990 | 1999 | 2004 | 2006 | 2009 |
| ---- | ---- | ---- | ---- | ---- | ---- | ---- | ---- | ---- |
| 275  | 259  | 260  | 226  | 233  | 244  | 257  | 257  | 286  |

| 2014 | 2019 | 2022 | - | - | - | - | - | - |
| ---- | ---- | ---- | - | - | - | - | - | - |
| 283  | 271  | 262  | - | - | - | - | - | - |

## Culture locale et patrimoine

### Lieux et monuments
- Château de Raincheval, édifié en 1719 pour la famille Gorjon de Verville[25].
- L'église Saint-Nicolas, édifiée en 1869[26].
- Monument aux morts, décoré de la sculpture Le Poilu victorieux conçue par le sculpteur français Eugène Bénet[27].
- Sculpture métallique Le Pommier, réalisée par Dany Floret[28].

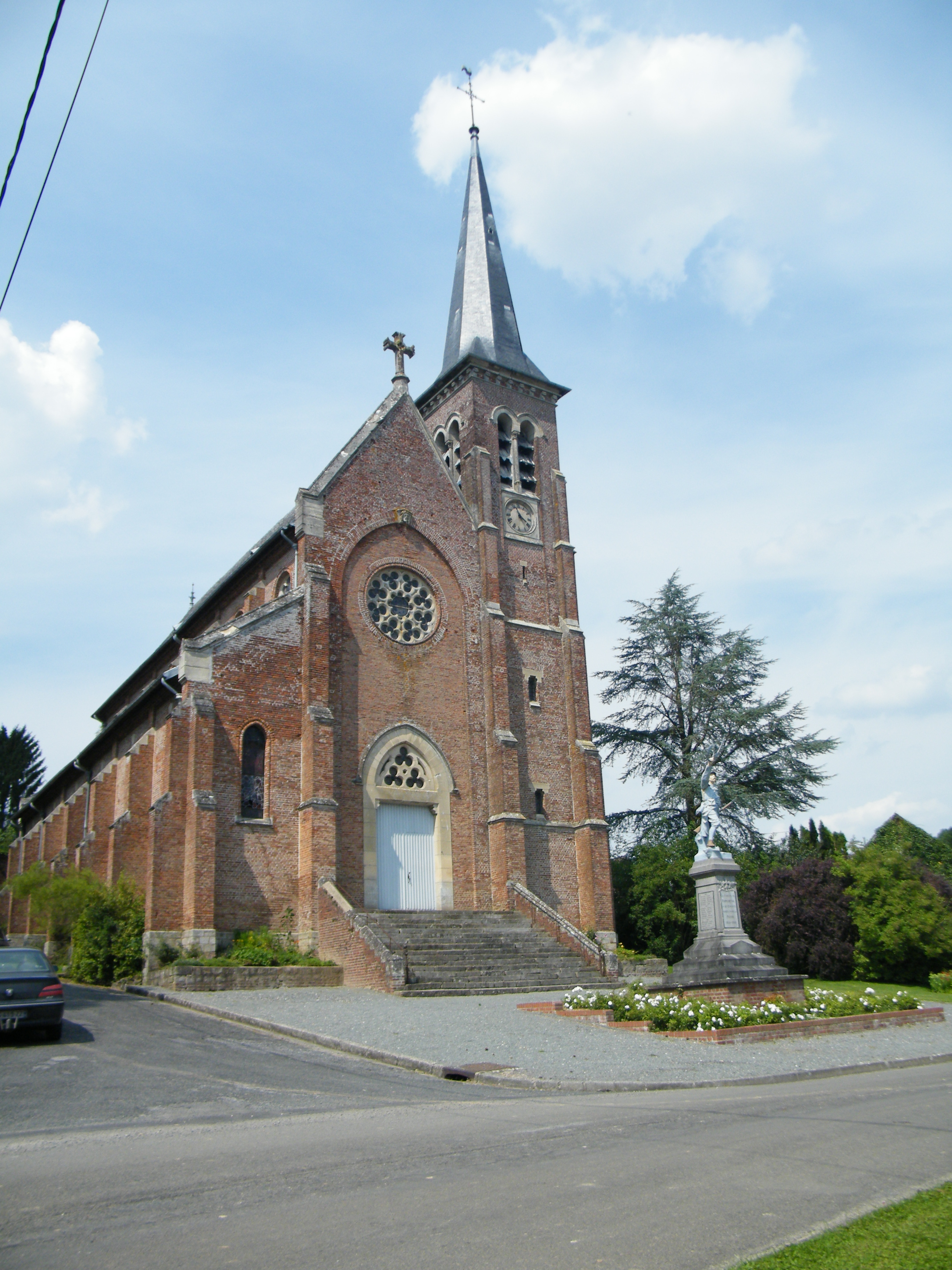
Église Saint-Nicolas.
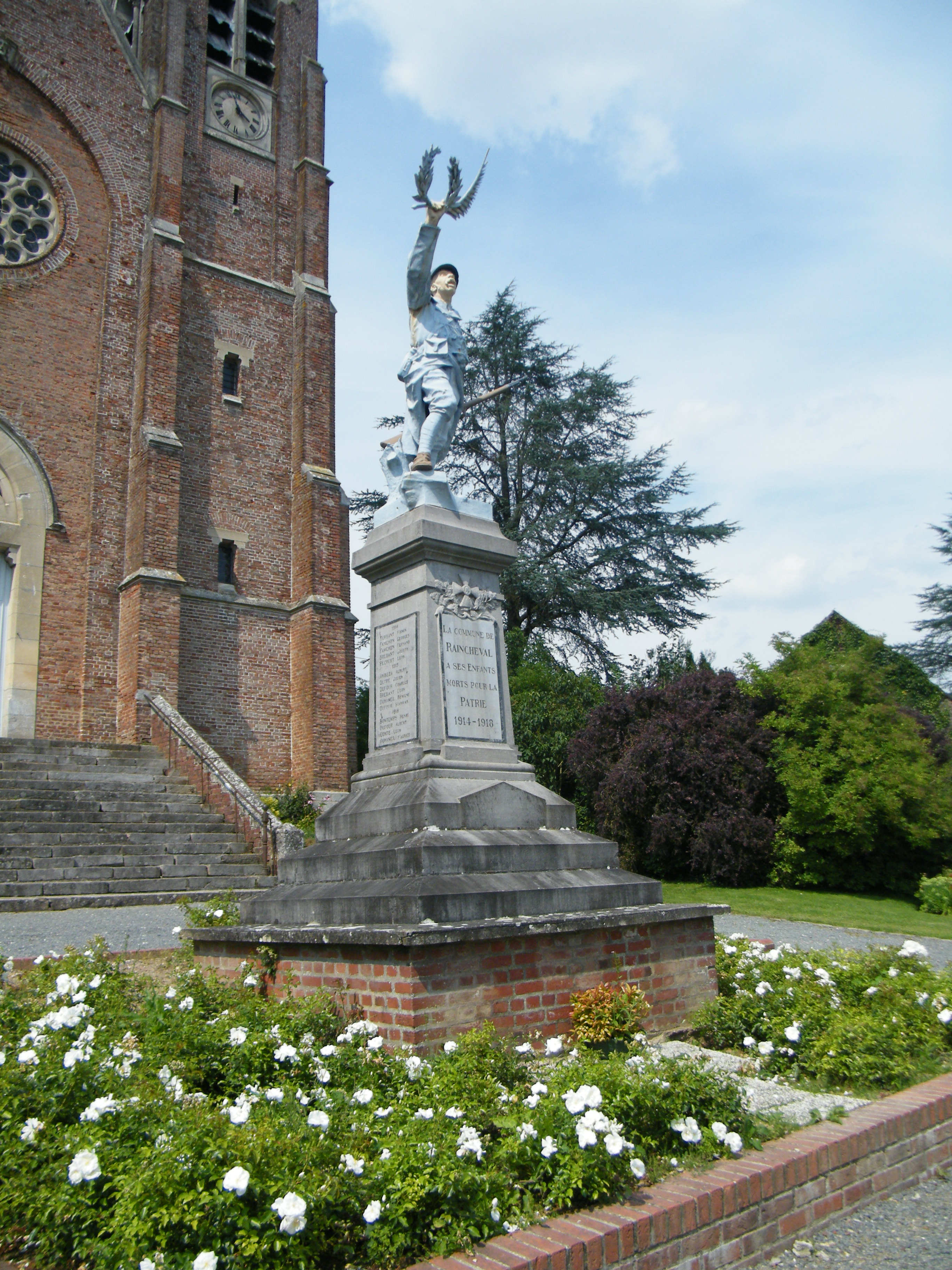
Monument aux morts.
École.
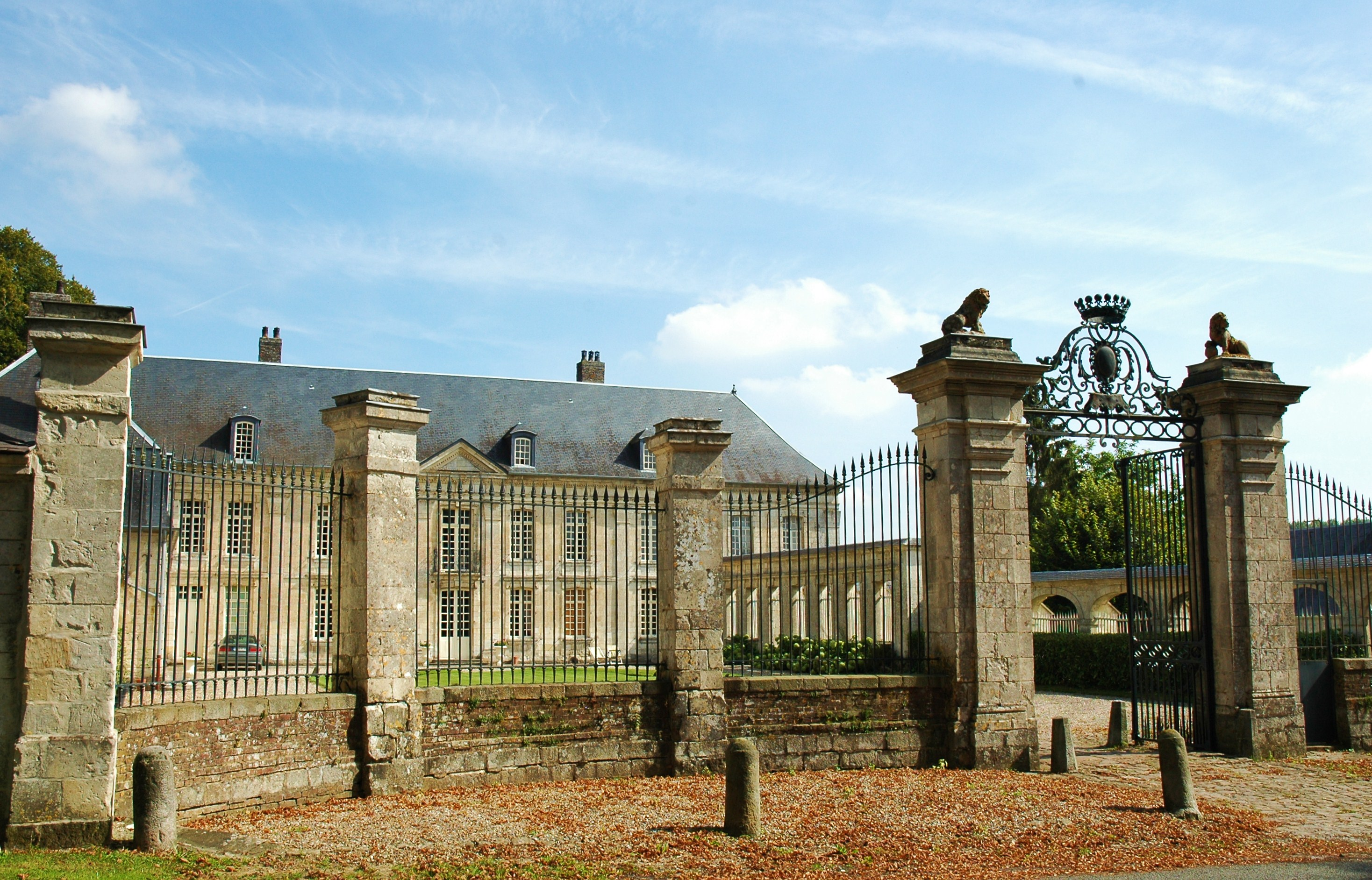
Château.
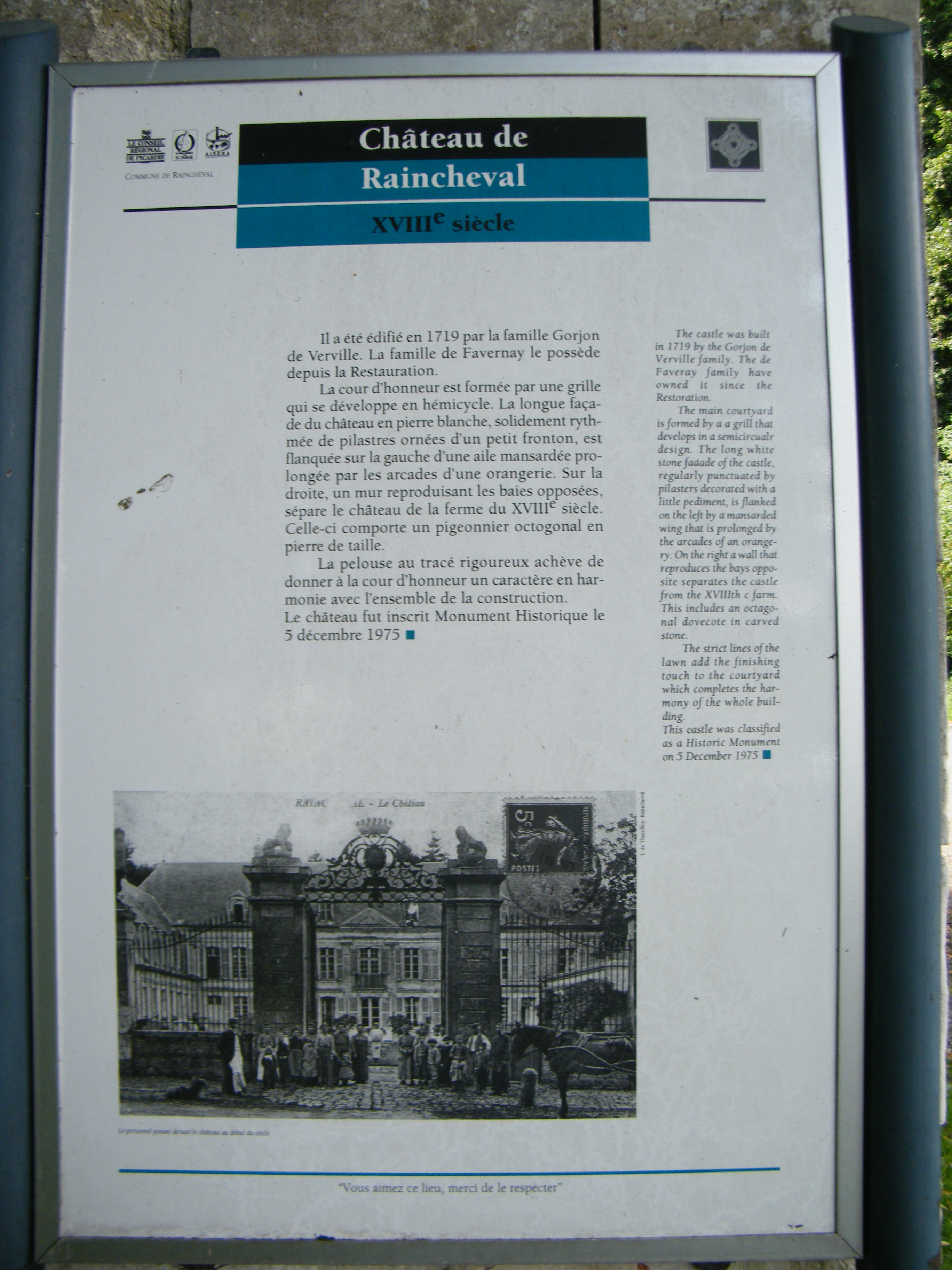
Histoire locale.